# Вольная борьба на летних Олимпийских играх 1972 — свыше 100 кг
Соревнования по вольной борьбе в рамках Олимпийских игр 1972 года в супертяжёлом весе (свыше 100 килограммов) прошли в Мюнхене с 27 по 31 августа 1971 года во «Wrestling-Judo Hall».
Турнир проводился по системе с начислением штрафных баллов.
- 0 штрафных очков в случае чистой победы или дисквалификации противника, а также неявки;
- 0,5 штрафных очка в случае победы ввиду явного технического превосходства (на восемь и более баллов);
- 1 штрафное очко в случае победы по баллам (с разницей менее восьми баллов);
- 2 штрафных очка в случае результативной ничьей;
- 2,5 штрафных очка в случае безрезультатной ничьей (пассивной ничьей);
- 3 штрафных очка в случае поражения по баллам (с разницей менее восьми баллов);
- 3,5 штрафных очка в случае поражения ввиду явного технического превосходства соперника (на восемь и более баллов);
- 4 штрафных очка в случае чистого поражения или дисквалификации а также неявки.

После каждого круга борцы, набравшие 6 и более штрафных очков, выбывали из соревнований. Двое или трое последних оставшихся борцов выходили в финал, где проводили встречи между собой. Встречи между финалистами, состоявшиеся в предварительных схватках, шли в зачёт. Схватка по регламенту турнира продолжалась 9 минут в три трёхминутных периода, в партер ставили менее активного борца. Мог быть назначен овертайм. 
В супертяжёлом весе боролись 13 участников. Самым молодым участником был 20-летний Мигель Замбрано, самым возрастным 38-летний Вильфрид Дитрих, для которого это была пятая олимпиада. Мало у кого были сомнения в том, что в этом весе победит Александр Медведь, двукратный олимпийский чемпион, который с появления в 1969 году супертяжёлого веса выиграл все три чемпионата мира, и чемпионат Европы 1972 года. На всех этих соревнованиях вторым оставался Осман Дуралиев. Кроме них сюрприз мог ожидаться от дебютанта, 182-килограммового гиганта Криса Тэйлора, и естественно, от многоопытного обладателя пяти олимпийских наград Вильфрида Дитриха, который в межолимпийский цикл выступал нерегулярно. 
Турнир прошёл в соответствии с прогнозами. Дитрих уступил и Медведю, и Тэйлору, выбыв из турнира. Тэйлор, выбыв в пятом круге, завоевал вместе с этим бронзовую медаль, потому что в финал прошли только двое: Медведь и Дуралиев. Медведь привычно победил Дуралиева, став трёхкратным олимпийским чемпионом, а Дуралиев завоевал такое же привычное «серебро» (всего в его карьере 10 серебряных медалей олимпийских игр, чемпионатов мира и Европы и ни одной золотой). 

## Призовые места
- Александр Медведь (URS)
- Осман Дуралиев (BUL)
- Крис Тэйлор (USA)

## Первый круг
| Штрафных баллов | Участник 1                   | Результат               | Участник 2            | Штрафных баллов |
| --------------- | ---------------------------- | ----------------------- | --------------------- | --------------- |
| 1               | Станислав Маковецкий (POL)   | По очкам                | Ёрихидэ Исогаи (JPN)  | 3               |
| 0,5             | Мослем Эскандар-Филаби (IRI) | За явным превосходством | Мигель Замбрано (PER) | 3,5             |
| 1               | Александр Медведь (URS)      | По очкам                | Крис Тэйлор (USA)     | 3               |
| 0               | Гиязеттин Йилмаз (TUR)       | Туше (1:17)             | Олдрих Власак (TCH)   | 4               |
| 0               | Вильфрид Дитрих (FRG)        | Туше (5:22)             | Иштван Мароти (HUN)   | 4               |
| 1               | Осман Дуралиев (BUL)         | По очкам                | Петер Гермер (GDR)    | 3               |
| 0               | Штефан Штингу (ROU)          | Пропускал               |                       |                 |

## Второй круг
| Штрафных баллов | Участник 1              | Результат   | Участник 2                   | Штрафных баллов |
| --------------- | ----------------------- | ----------- | ---------------------------- | --------------- |
| 2,5             | Штефан Штингу (ROU)     | Ничья       | Станислав Маковецкий (POL)   | 3,5             |
| 4               | Ёрихидэ Исогаи (JPN)    | По очкам    | Мигель Замбрано (PER)        | 6,5             |
| 4               | Крис Тэйлор (USA)       | По очкам    | Мослем Эскандар-Филаби (IRI) | 3,5             |
| 1               | Александр Медведь (URS) | Туше (8:59) | Гиязеттин Йилмаз (TUR)       | 4               |
| 0               | Вильфрид Дитрих (FRG)   | Туше (6:54) | Олдрих Власак (TCH)          | 8               |
| 1               | Осман Дуралиев (BUL)    | Туше (4:56) | Иштван Мароти (HUN)          | 8               |
| 3               | Петер Гермер (GDR)      | Пропускал   |                              |                 |

## Третий круг
| Штрафных баллов | Участник 1                   | Результат   | Участник 2                 | Штрафных баллов |
| --------------- | ---------------------------- | ----------- | -------------------------- | --------------- |
| 4               | Петер Гермер (GDR)           | По очкам    | Штефан Штингу (ROU)        | 5,5             |
| 3,5             | Мослем Эскандар-Филаби (IRI) | Туше (2:35) | Станислав Маковецкий (POL) | 7,5             |
| 4               | Крис Тэйлор (USA)            | Туше (1:45) | Ёрихидэ Исогаи (JPN)       | 8               |
| 2               | Александр Медведь (URS)      | По очкам    | Вильфрид Дитрих (FRG)      | 3               |
| 1               | Осман Дуралиев (BUL)         | Туше (2:31) | Гиязеттин Йилмаз (TUR)     | 8               |

## Четвёртый круг
| Штрафных баллов | Участник 1                   | Результат   | Участник 2            | Штрафных баллов |
| --------------- | ---------------------------- | ----------- | --------------------- | --------------- |
| 4,5             | Мослем Эскандар-Филаби (IRI) | По очкам    | Петер Гермер (GDR)    | 7               |
| 2               | Александр Медведь (URS)      | Туше (1:26) | Штефан Штингу (ROU)   | 9,5             |
| 5               | Крис Тэйлор (USA)            | По очкам    | Вильфрид Дитрих (FRG) | 6               |
| 1               | Осман Дуралиев (BUL)         | Пропускал   |                       |                 |

## Пятый круг
| Штрафных баллов | Участник 1              | Результат   | Участник 2                   | Штрафных баллов |
| --------------- | ----------------------- | ----------- | ---------------------------- | --------------- |
| 6               | Крис Тэйлор (USA)       | По очкам    | Осман Дуралиев (BUL)         | 4               |
| 2               | Александр Медведь (URS) | Туше (4:01) | Мослем Эскандар-Филаби (IRI) | 8,5             |

## Финал
| Штрафных баллов | Участник 1              | Результат | Участник 2           | Штрафных баллов |
| --------------- | ----------------------- | --------- | -------------------- | --------------- |
|                 | Александр Медведь (URS) | По очкам  | Осман Дуралиев (BUL) |                 |